# Krusamarant
Krusamarant (Amaranthus crispus) är en amarantväxtart som först beskrevs av Lesp. och Thévenau, och fick sitt nu gällande namn av Nicola Terracciano. Enligt Catalogue of Life ingår Krusamarant i släktet amaranter och familjen amarantväxter, men enligt Dyntaxa är tillhörigheten istället släktet amaranter och familjen amarantväxter. Arten har ej påträffats i Sverige. Inga underarter finns listade i Catalogue of Life.